# Марасанова, Наталья Евгеньевна
Ната́лья Евге́ньевна Вайнцирль (Марасанова) (14 октября 1986, Москва) — российская каноистка, мастер спорта международного класса, выступает за сборную России с 2011 года. Обладательница серебряной медали чемпионата мира, серебряная и бронзовая призёрша чемпионатов Европы, многократная победительница национальных и молодёжных регат. На соревнованиях представляет город Москву и МГФСО.

## Биография
Наталья Марасанова родилась 14 октября 1986 года в Москве. Активно заниматься греблей начала в раннем детстве, проходила подготовку в столичной спортивной школе олимпийского резерва под руководством тренера Ольги Мизоновой.
Первого серьёзного успеха добилась в 2011 году, когда попала в основной состав российской национальной сборной и побывала на чемпионате мира в венгерском Сегеде, откуда привезла медаль серебряного достоинства, выигранную совместно с каноисткой Анастасией Ганиной на дистанции 500 метров. На чемпионате мира 2013 года в немецком Дуйсбурге они с Ганиной финишировали шестыми, тогда как на европейском первенстве в португальском городе Монтемор-у-Велью выиграли серебряные медали в зачете полукилометровой дистанции. В 2014 году Марасанова успешно выступила на этапах Кубка мира, а также завоевала бронзовую медаль полукилометровой гонки на чемпионате Европы в немецком Бранденбурге — на сей раз в паре Олесей Ромасенко.
Имеет высшее образование, окончила Московскую государственную академию физической культуры.
Замужем, трое детей.